# Edward Lansdale
Edward Geary Lansdale (Detroit, 6 febbraio 1908 – McLean, 23 febbraio 1987) è stato un generale statunitense dell'Air Force, al servizio dell'OSS e poi nella CIA.

## Biografia
Giunse al grado di maggior generale, fu insignito della Distinguished Service Medal nel 1963. Durante la guerra fredda fu sostenitore di un'azione americana più decisa. Si sposò due volte ed ebbe due figli dal primo matrimonio. È sepolto nel Cimitero nazionale di Arlington.